# Чорнушка посівна
{{#ifeq:0|0|{{#if:|{{#if:Nigellasativa|[[]}}|}}}}

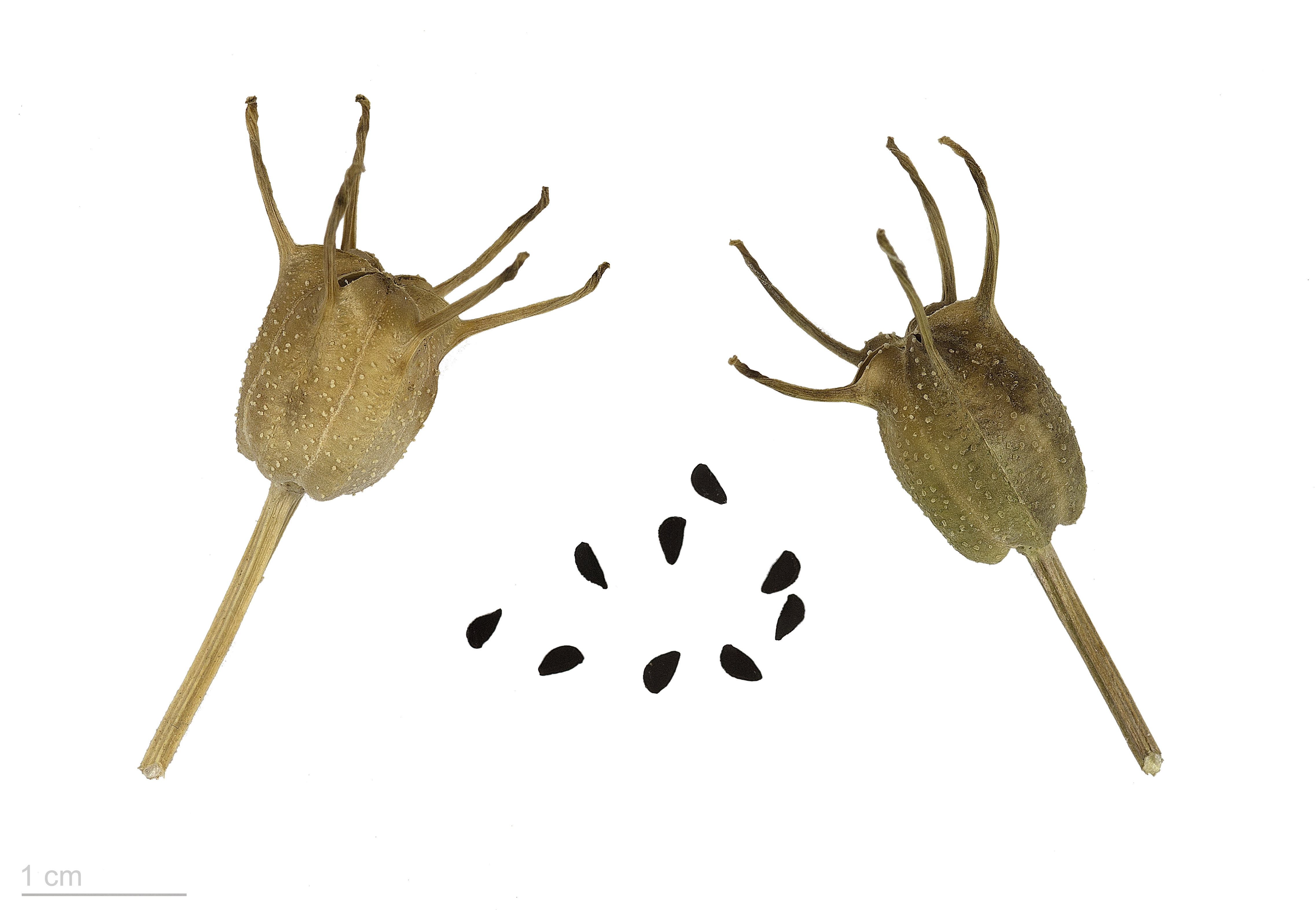
Сухі плоди чорнушки посівної

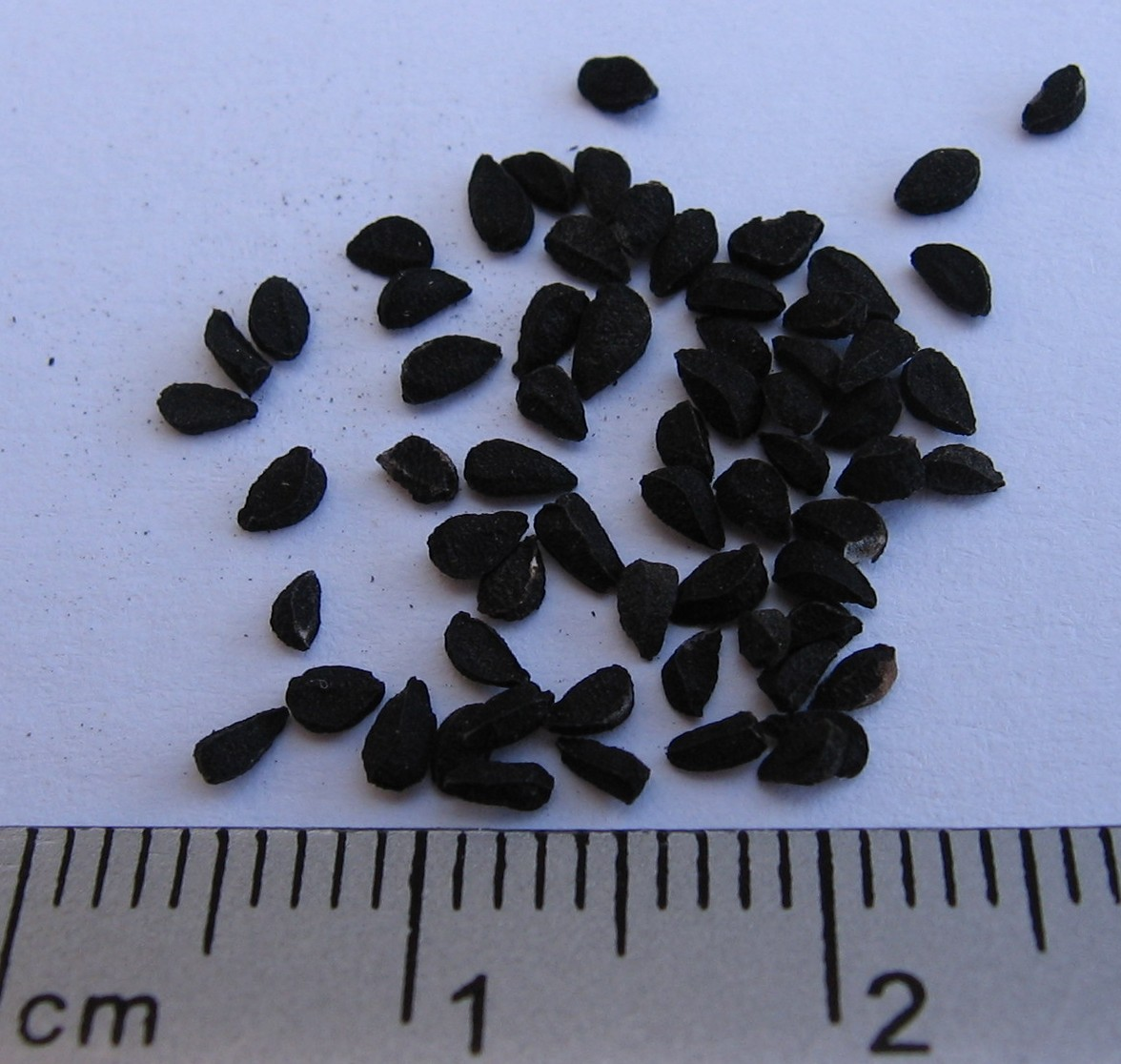
Насіння чорнушки посівної

Чорнушка посівна (Nigella sativa), або чорнушка сійна, або кмин чорний — однорічний вид квіткових рослин родини жовтецевих (Ranunculaceae) роду чорнушка (Nigella). Вирощують як пряну рослину.

## Ботанічний опис
Стебло прямовисне, розгалужене, ребристе, заввишки 20–30 см.
Листя завдовжки 2–4 см, двічі-тричі перисторозсічене на вузьколінійні часточки.
Плід — довгаста коробочка, містить велику кількість насіння, яке і використовують як спецію. Насіння тригранне, чорне, матове, зморшкувато-горбкувате. Воно схоже на насіння цибулі, але на смак не має з ним нічого спільного.
Цвіте у червні-липні. Плоди дозрівають у серпні.

## Поширення
Походить з Південно-Західної Азії та Середземномор'я. У дикому вигляді росте у Середземномор'ї, на Балканському півострові, на Кавказі, у Малій Азії.
В Україні росте повсюдно, вирощують на городах і в садах як декоративну та пряну рослину.

## Хімічний склад
Насіння містить тригліцериди (до 44 %), глікозид мелантин, ефірну олію (0,8-1,5 %). У листках чорнушки посівної міститься до 0,43 % аскорбінової кислоти.
Ефірна олія являє собою рідину жовтого кольору з гострим пряним запахом. Хімічний склад вивчений недостатньо, ймовірно присутня в ній сполука терпенового ряду — мелантол.

## Господарське значення та застосування
Насіння має інсектицидні властивості, його застосовують для захисту одягу від пошкодження міллю.
Декоративна та олійна рослина, хороший медонос.
Ефірна олія придатна в їжу, також вона використовується у миловарінні та парфумерії.

### Кулінарія
Насіння калінджі має гострий гіркий смак та запах, використовується в основному при виробництві кондитерських виробів та напоїв. Також часто його застосовують як чорний перець, однак перевага чорного кмину в тому, що він не подразнює слизову оболонку шлунку.
Насіння використовують як прянощі при засолюванні огірків, кавунів, квашенні капусти, а також як приправу в кулінарії.
Як спеції традиційно використовується у єгипетській кухні, а також у арабських країнах та в Індії.